# Placido Nigido
Placido Nigido (o Nicito; Mineo, 6 ottobre 1570 – Palermo, 1640) è stato un teologo e gesuita italiano autore del termine mariologia nel XVII secolo.

## Biografia
Nel 1586 entrò nella Compagnia di Gesù. Gli studi lo portarono prima a Monreale e poi a Messina; risiedette, oltre che nella sua città natale, a Siracusa, a Monreale e, infine, a Palermo. Nel 1613, per probabili problemi di salute, Nigido uscì dalla Compagnia stabilendosi definitivamente nel capoluogo siciliano come sacerdote diocesano, dove si dedico all’erudizione e alle opere di bene. Ritiratosi presso la chiesa di Santa Maria di Oreto, scrisse alcune sue opere mariologiche. Morì a Palermo intorno al 1640.

## Opere

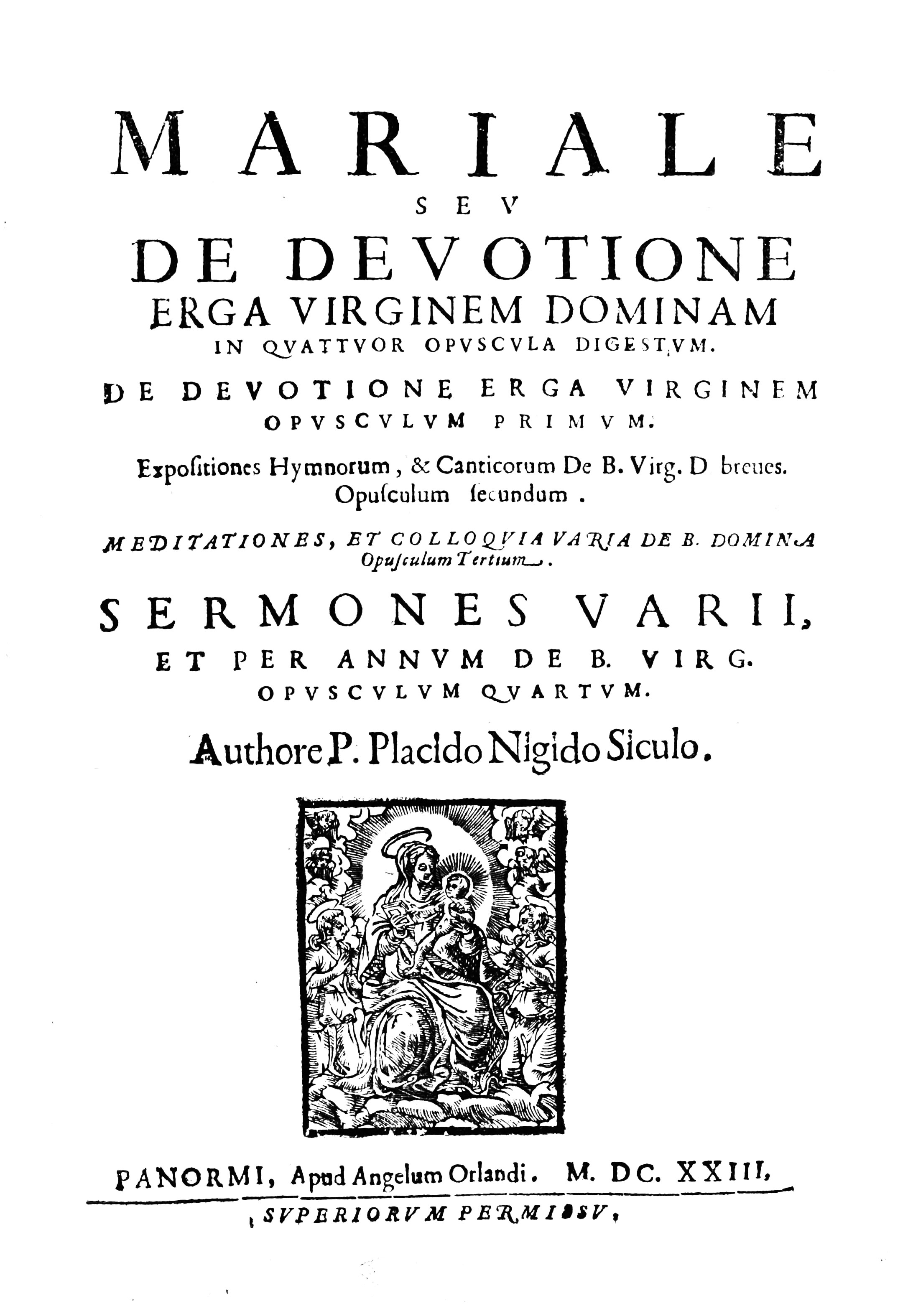
Frontespizio del Mariale di P. Placido Nigido (1623)

Partendo dal lavoro di Francisco Suárez, autore del primo trattato mariano moderno (1584), scrisse una Summa sacrae Mariologiae (1602), nella quale coniò la parola mariologia. Il testo fu pubblicato sotto il nome del fratello Nicola Nigido (nato anche lui a Mineo nel 1569). Nigido, in quanto iniziatore della moderna mariologia, si discosta dalla tradizione precedente perché considera «molto utile, sommamente opportuno e, a causa della sua convenienza, in qualche modo necessario, che vi sia una trattazione separata e distinta circa la beata Vergine Maria».
A differenza dei suoi predecessori, che inserivano l’indagine su Maria nella più ampia trattazione teologica, il gesuita siciliano propone una mariologia  «fuori, distinta e separata da essa». 
Per Nigido la mariologia, per quanto separata come trattazione, «è parte soggettiva della teologia e non in quanto tale, ma in quanto la beata Vergine è riferita a Dio, la stessa mariologia fa riferimento alla teologia; ed è vero affermare che la sacra mariologia è teologia».
Ecco l'elenco delle opere:
- Placidus Nigidus, Summa sacrae Mariologiae, p. I, Palermo, 1602.
- Placidus Nigidus, In Cantica Canticorum expositio duplex, verbalis siue grammaticalis, & litteralis de Beata Virgine domina..., Urbino, 1616.
- Placidus Nigidus, Mariale seu De deuotione erga Virginem dominam in quattuor opuscula digestum, Palermo, 1623.
- Placidus Nigidus, In threnos siue lamentationes Ieremiae. Expositiones variae, Palermo, 1628.
- Placidus Nigidus, Hortus Delitiarum Beatae Mariae Virginis, ad quem Christi Fideles confugientes flores deuotionis erga Deiparam colligunt..., Palermo, 1638.